# Cinema d'Ucraïna
El Cinema d'Ucraïna inclou tant el cinema realitzat durant l'etapa soviètica com el realitzat des de la independència del país. Ucraïna ha tingut una gran influència a la història del cinema, i entre els principals directors ucraïnesos hi ha Oleksandr Dovjenko, Dziga Vértov i Serguei Paradjànov. Sovint se cita a Dovzhenko com un dels primers cineastes soviètics, a més de ser un pioner de la teoria del muntatge soviètic i fundar els Estudis de Cinema Dovzhenko. El 1927, Dziga Vértov es va traslladar de Moscou a Ucraïna. A l'estudi cinematogràfic Administració Fotocinematogràfica Panucraïnesa (VUFKU) va realitzar diversos documentals d'avantguarda, entre elles L'onzè any, Txelovek s kinoapparàtom i la primera pel·lícula sonora documental ucraïnesa Enthusiasm (Symphony of the Donbass). Paradjànov va ser un director i artista de cinema armeni que va fer contribucions significatives al cinema ucraïnès, armeni i georgià; va inventar el seu propi estil cinematogràfic, el cinema poètic ucraïnès, que estava totalment allunyat amb els principis rectors del realisme socialista.
Tot i la història de produccions importants i d'èxit, la indústria s'ha caracteritzat sovint per un debat sobre la identitat pròpia i el nivell d'influència russa i europea. Els productors ucraïnesos participen activament en coproduccions internacionals, mentre que els actors, directors i equips ucraïnesos participen regularment en pel·lícules russes (i anteriorment soviètiques). Diverses pel·lícules d'èxit s'han basat en persones, històries o esdeveniments ucraïnesos, com ara El cuirassat Potemkin, Txelovek s kinoapparàtom i Tot està il·luminat.
L'Agència Estatal de Cinema d'Ucraïna posseeix el Centre Cinematogràfic Nacional Oleksandr Dovzhenko, laboratori i arxiu de còpia de pel·lícules, i participa en la celebració del Festival Internacional de Cinema d'Odessa. Un altre festival, Molodist a Kíiv, és l'únic Festival Internacional de Cinema acreditat per la Federació Internacional d'Associacions de Productors Cinematogràfics (FIAPF) celebrat a Ucraïna; el programa del concurs té seccions per a pel·lícules d'estudiants, primer curtmetratge i primers llargmetratges complets de tot el món. Se celebra anualment a l'octubre.
A Odessa es troba l'Estudi de Cinema Odessa i el Museu del Cinema.

### Cine a Ucraïna prerevolucionaria (1893–1917)
El 1893, el mecànic en cap de la Universitat de Novorossia d'Odessa, Iossyp Timtxenko, va inventar i construir un prototip d'una càmera de pel·lícula moderna i un aparell de projecció de pel·lícules. Al mateix temps, va fer els seus primers rodatges cinematogràfics: va filmar genets i llançadors de javelina. Del 7 de novembre al 20 de desembre de 1893 aquestes dues pel·lícules es van projectar a l'hotel "Frantsia" (Odessa). El 9 de gener de 1894, la invenció es va demostrar a la 6a reunió de la Secció de Física del 9è Congrés de Naturalistes i Metges Russos a Moscou. Actualment, aquesta càmera es troba a les col·leccions del Museu Politècnic de Moscou.
El setembre de 1896, el fotògraf Alfred Fedetsky va rodar diverses cròniques a Khàrkiv. I ja al desembre, gairebé un any després de la primera projecció pública a París, Alfred Fedetsky va organitzar una projecció de pel·lícules al Teatre de l'Òpera de Kharkiv.
A Lviv, el 13 de setembre de 1896, van començar les primeres projeccions regulars de pel·lícules, projeccions de pel·lícules franceses al Passage Haussmann, que van durar diversos dies.
Un dels pioners del cinema ucraïnès va ser el director de fotografia i director de cinema de Katerynoslav (avui Dnipro) Danylo Sakhnenko. El 1911, als suburbis de Katerynoslav (al poble de Lotsmanska Kamyanka), va rodar la pel·lícula muda de llarga durada "Host de Zaporijja", que es considera el primer llargmetratge de producció nacional a Ucraïna.
Els pioners del cinema ucraïnès a principis del 1900 van preferir les adaptacions cinematogràfiques de les obres populars ucraïneses "Natalka Poltavka" (amb la participació de la famosa actriu Maria Zankovetska), "Moskal-Txarivnyk", "Naymichka". Al mateix temps, es va intentar crear pel·lícules sobre temes històrics ucraïnesos, també amb caràcter teatral ("Bohdan Khmelnytsky" basat en l'obra de Mykhailo Starytsky).
El treball de molts actors populars està associat al cinema prerevolucionari a Ucraïna. La reina de la pantalla en aquell moment era Vira Kholodna, que va néixer a Poltava i va protagonitzar molt a Odessa.

### RPU/Estat Ucraïnès(1917–1921)
L'agost de 1918 va aparèixer l'ordre de Pavlo Skoropadsky sobre l'ucraïnització del cinema. D'acord amb aquest decret, es va crear la primera organització estatal d'Ucraïna en l'àmbit del cinema: la companyia cinematogràfica "Ukrainfilm". Durant l'ocupació soviètica d'Ucraïna, l'existència de l'estudi Ukrainfilm el 1918-1919 es va ocultar, i els historiadors del cinema ucraïnesos van saber més sobre això només després que Ucraïna declarés la independència el 1991 i obrís l'accés als arxius tancats.
Segons un memoràndum escrit el 1918 i dirigit a la Direcció Principal d'Arts i Cultura Nacional de l'Estat Ucraïnès, la Societat Ukrainfilm, establerta a Kíiv, tenia com a objectiu "produir i distribuir àmpliament pel·lícules ideològiques i nacionals, principalment patriòtiques i històrico-heroiques".
Les produccions de les pel·lícules "Brekhnia", "Txorna Pantera" basades en obra de Volodymyr Vynnytxenko, així com "Viter z pivnotxi", "Karmelyuk", "Txorna Rada" van començar a desenvolupar-se a la base d'Ukrainfilm. A causa de la curta durada de l'existència de RPU i Estat d'Ucraïna, Ukrainfilm va durar només un any, des de l'agost de 1918 fins a l'agost de 1919. No se sap amb certesa si l'estudi va completar la producció de les pel·lícules que ja s'havien iniciat i si alguna d'elles es va estrenar a la RPU, però segons les suposicions de Roman Roslyak, "tenint en compte que durant aquest període es van produir pel·lícules en un període força curt, és molt possible que la companyia encara estrenés les pel·lícules que havia començat”. Les suposicions de Roslyak es confirmen parcialment per informes de la premsa de l'època; per exemple, el desembre de 1919, el diari "Ukrainska Stavka" va informar sobre la projecció de la pel·lícula de Ukrainfilm titulada "Entrada del Directori" el 30 de desembre de 1919 al cinema Xantser al carrer Khreixatyk 25. Després de l'ocupació d'Ucraïna pels bolxevics i la caiguda del govern de la RPU, les instal·lacions de l'estudi de cinema van ser traslladades per la força al Dniprosoyuz.